# 花山镇 (临江市)
花山镇，是中华人民共和国吉林省白山市临江市下辖的一个乡镇级行政单位。

## 行政区划
花山镇下辖以下地区：
花山社区、珍珠门社区、青沟子村、花山村、五人把村、珍珠门村、新三队村和老三队村。